# Георги Бодлев
Георги Бодлев (Бодле, Бодли) е български учител и общественик, деец на Българското възраждане в Македония.

## Биография
Роден е в големия български македонски град Охрид, тогава в Османската империя. Братовчед е на Михаил Бодлев - гъркоманин, юрист и министър в Гърция. По професия е шивач. Учителства в родния си град около 1855 - 1856 г. Интересува се от миналото на родния си край и събира голяма библиотека с ръкописи и книги, включително пергаменти от Климентовото житие. Подпомага Виктор Григорович при престоя му в Охрид в 1845 година. Григорович пише за него:
| „ | За щастие с мен се срещна един много интелигентен българин на име Георги Бодли, който ми служеше за постоянен гид. | “ |

Автор е на превод на български на част от Кодекса на Охридската митрополия. Преписът е виждан от Георги Баласчев, но след смъртта на Бодлев попада у Йонче Карчев, който неразумно го дава на лидера на гъркоманската партия в града Тасе Зарчев и е унищожен.
През март 1882 година Бодлев отваря в шивашкия си дюкян в първото българско читалище в Охрид „Свети Климент“, в което предоставя на охридчани огромната си домашна библиотека с книги по различни обествени, научни, културни и религиозни проблеми. Читалището е открито от Григор Пърличев.
Охридчанинът Петър Карчев пише за Бодлев:
| „ | Георги Бодлев съзнавал, че макар в негово време образованието да се е водило на гръцки, макар в училищата и черквите да господствувал гръцкият език, никога охридчани не са били напускани от съзнанието, че са отделен от гърците народ и че са клонка от огромната славянска маса. Той разбирал, че охридчани имат нужда от знания за своето минало. И с оглед на това превежда от гръцки голяма част от известната Кондика на Охридската архиепископия... Георги Бодлев превел част от тази Кондика именно с цел да бъде полезен на своите съграждани. Той е знаел, че те не владеят гръцки и ням да имат полза от тази Кондика, няма да знаят съдържанието ѝ, докато тя не бъде преведена на родния славянобългарски, на охридски език. Ясно е, че Георги Бодлев се е чувствал като българин, както и всички охридчани... | “ |

Неговият син Константин Бодлев учи в Атина през 1856 година.